# Lotnisko Elbląg
Lotnisko Elbląg (kod ICAO: EPEL) – lotnisko trawiaste położone w Elblągu przy ulicy Lotniczej. Lotnisko jest zarządzane przez Aeroklub Elbląski.

## Historia

### Od 1912 do 1945
Historia lotniska w Elblągu sięga 1912, kiedy to niemiecki pilot Otto Stiefvatter, lecąc z Berlina do Królewca, zmuszony był awaryjnie lądować na polu leżącym na południowym skraju Elbląga. Miejscy włodarze podjęli wówczas decyzję o budowie lotniska. W 1915 zakończono prace budowlane.
Lotnisko obsługiwało połączenia do Szczecina i Berlina, a nawet loty międzynarodowe. W związku z przygotowaniami III Rzeszy do wojny oraz rozwojem Luftwaffe lotnisko zyskało znaczenie militarne. 1 września 1939 z Elbląga startowały bombowce, które miały zapobiec wysadzeniu mostu kolejowego w Tczewie przez Wojsko Polskie. W okresie II wojny światowej na lotnisku mieściła się szkoła lotnictwa wojskowego.

### Od 1945 do dziś
W 1945 na lotnisku wylądował francusko-rosyjski Pułk Lotniczy Normandie-Niemen. Przez pewien okres Elbląg mógł się szczycić obecnością w mieście wojsk powietrznych – w latach 1948–1952 był siedzibą 6 Pułku Lotnictwa Szturmowego. Następnie znaczenie lotniska znacznie zmalało przede wszystkim ze względu na rozwój samolotów odrzutowych, nieprzystosowanych do startów z trawiastego pasa startowego.
W 1957 lotnisko stało się siedzibą Aeroklubu Elbląskiego. W 1999 na polu wzlotów odbyło się nabożeństwo odprawione przez papieża Jana Pawła II, który odwiedził Elbląg podczas swojej VII pielgrzymki do Polski. "Wieloletni Plan Inwestycyjny do 2020 roku dla miasta Elbląga" zakładał rozbudowę obecnego lotniska sportowego i przystosowanie do obowiązujących standardów dla potrzeb lotnictwa cywilnego w perspektywie lat 2016–2020.